# Kamenný (Ještědsko-kozákovský hřbet)
Kamenný (616 m n. m.) je vrch v okrese Liberec Libereckého kraje. Leží asi 0,5 km severně od obce Proseč pod Ještědem, na jejím katastrálním území a území místní části Javorník. Vrch je součástí přírodního parku Ještěd.

## Geomorfologické zařazení
Vrch náleží do celku Ještědsko-kozákovský hřbet, podcelku Ještědský hřbet, okrsku Kopaninský hřbet, podokrsku Prosečsko-frýdštejnské hřbety a Prosečské části.

## Přístup
Automobilem lze nejblíže dorazit do severní části Proseče pod Ještědem na východním svahu Kamenného. Na vrchol patrně nevede žádná cesta.